# Neolophonotus niveus
Neolophonotus niveus là một loài ruồi trong họ Asilidae. Neolophonotus niveus được Londt miêu tả năm 1987. Loài này phân bố ở vùng nhiệt đới châu Phi.